# Jacques Sarazin
Jacques Sarazin o Sarrazin (Noyon, 1592 – Parigi, 3 dicembre 1660) è stato uno scultore francese.

## Biografia
Jacques Sarrazin si formò a Parigi sotto la guida di Nicolas Guillain, poi a Roma sotto la direzione dello scultore francese Jean Languille. A Roma fino al 1627 frequentò artisti barocchi come il pittore bolognese Domenico Zampieri, detto il Domenichino, e lo scultore fiammingo François Duquesnoy.
Ritornato a Parigi intorno al 1629, il 26 ottobre 1631 sposò Marie Grégoire, figlia di uno speziale di Lagny e di Marie Vouet, sorella dei pittori Simon Vouet e Aubin Vouet. La sorella di Marie Grégoire, Marguerite Grégoire, sposò per contratto Michel Corneille il 16 novembre 1632. Lavorò sotto la direzione di Simon Vouet per circa dieci anni. Da questo matrimonio nacquero sedici figli. Il terzo figlio di Jacques Sarrazin, Bénigne, battezzato il 14 gennaio 1635, fu pittore del re. Morì nelle gallerie del Louvre il 3 agosto 1685, nell'alloggio del padre, che aveva ottenuto con un brevetto dopo la sua morte. Con il brevetto del 20 dicembre 1660, ottenne dal re una pensione annuale di 300 lire per studiare all'Accademia reale di Roma. Fu presente a Roma nel 1664 e studiò all'Accademia di San Luca. È noto per un soggiorno a Marsiglia dove eseguì dipinti nella cappella del municipio, nel 1674. Il secondo figlio di Jacques Sarrazin, Pierre-Jean, battezzato l'8 dicembre 1633, era anch'egli pittore.
Dopo la Fronda, Sarrazin partecipò ai lavori del Palazzo del Louvre a Parigi, dove supervisionò la decorazione dal 1639 al 1642. Suo fratello, Pierre Sarrazin, lo aiutò nei suoi lavori.
Nel 1648, Jacques Sarrazin fu uno dei cofondatori dell'Accademia reale di pittura e scultura, che diresse dal 1654 al 1660.

## Opere

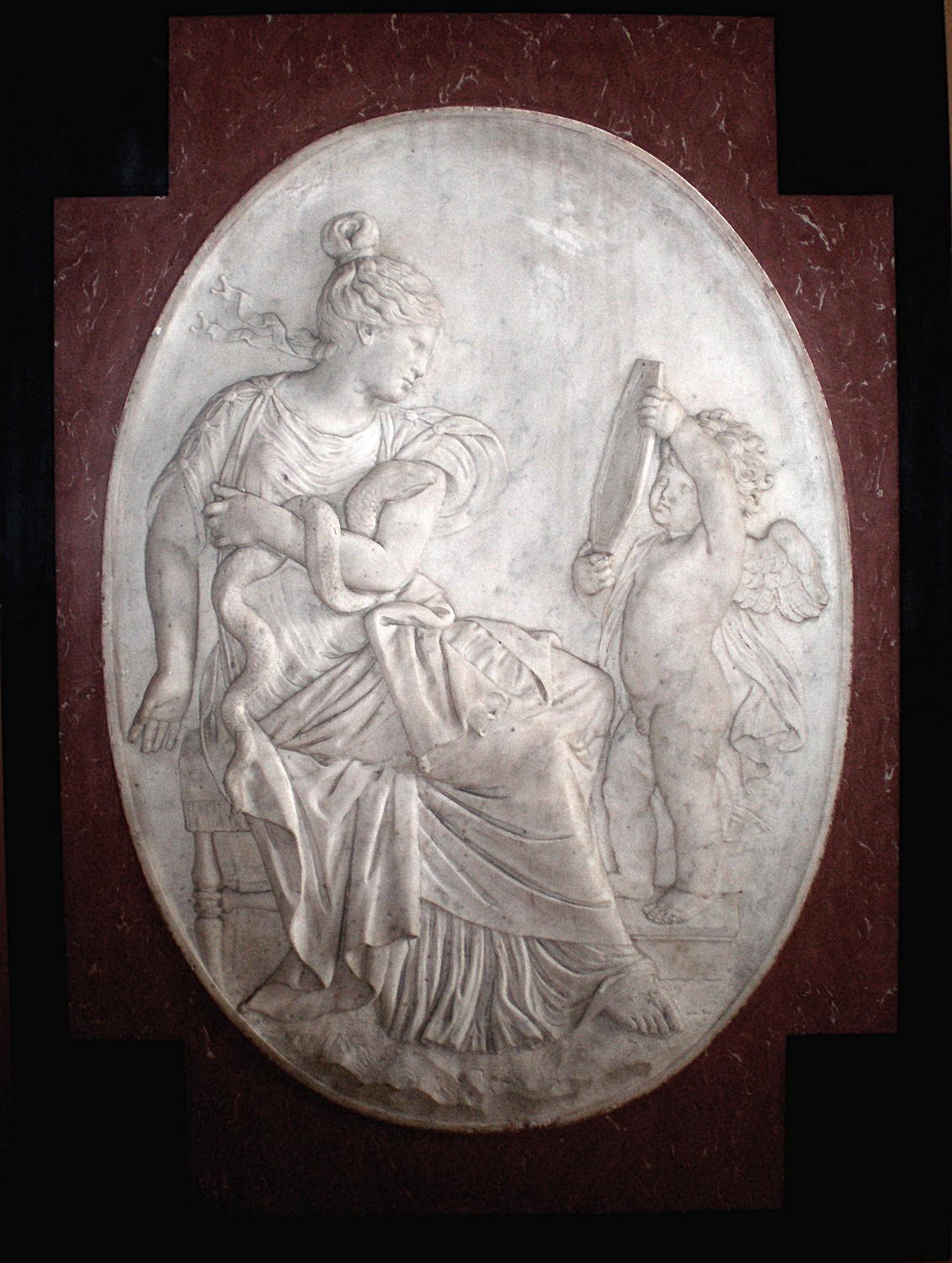
La Prudenza, bassorilievo del monumento al cuore di Luigi XIII, Parigi, Museo del Louvre.

### In Francia
- Chantilly: bronzi del Monumento al cuore di Enrico II, principe di Condé, 1648.
- Coëtquidan, scuole di Saint-Cyr Coëtquidan, cappella di san Paolo: Cristo in Croce, 1660 circa, terracotta. Classificato monumento storico il 30 marzo 1904, era ospitato dal 1818 nella cappella della casa reale di Saint-Louis a Saint-Cyr, vicino a Versailles. Scampato ai bombardamenti alleati del 23 luglio 1944, nel 1964 entrò a far parte del museo commemorativo delle scuole Saint-Cyr Coëtquidan. Collocato inizialmente nell'oratorio degli studenti, al momento della sua inaugurazione nel 1969, si unì alla cappella di san Paolo.
- Corbeil-Essonnes, castello di Chantemerle: decorazioni sotto la direzione di Simon Vouet, 1637.
- Crespières, castello di Wideville: decorazioni sotto la direzione di Simon Vouet, 1635.
- Maisons-Laffitte, castello: decorazione.

- Parigi:
  - chiesa di Saint-Nicolas-des-Champs: Angeli in stucco dalla monumentale pala d'altare incentrata sull'Assunzione della Vergine di Simon Vouet, 1629.
  - chiesa di Saint-Paul-Saint-Louis: due angeli d'argento provenienti dal Monumento al Cuore di Luigi XIII, 1645, nel coro della chiesa.
  - hôtel d'Hesselin: decorazioni sotto la direzione di Simon Vouet, 1640-1642 circa.
  - museo del Louvre:
    - Vergine col Bambino, rilievo, medaglione ovale in marmo;
    - La Vergine e il Bambino, statuetta in terracotta patinata[7];
    - Sacra famiglia, bassorilievo in marmo;
    - Il Dolore, rilievo, medaglione ovale in marmo;
    - Bambini sulla capra, 1640, gruppo in marmo, su un piedistallo di Armand-Louis Solignon, detto Armand (1654-1715) e di Nicolas Montéant (attivo dal 1688 al 1723)[8][9];
    - Monumento al cuore del cardinale Pierre de Bérulle, 1657, marmo;
    - La Giustizia, La Prudenza, La Forza, La Temperanza, bassorilievi in marmo delle virtù cardinali provenienti dal Monumento al cuore di Luigi XIII;
    - San Pietro penitente e Santa Maria Maddalena, statuette in marmo[10];
    - Luigi XIV all'età di cinque anni, re di Francia (attribuito)[11];
    - Rilievi del monumento al cuore di Luigi XII.

  - palazzo del Louvre:
    - Cariatidi, tre gruppi in terracotta, schizzi per le cariatidi del padiglione dell'Orologio (lato della Cour carrée)[12][13];
    - Quattro coppie di cariatidi su progetto di Jacques Sarrazin, scolpite da Philippe de Buyster, Gilles Guérin e Thibault Poissant, 1639-1645, pietra, frontone del padiglione dell'Orologio.
- Versailles, Reggia di Versailles e Trianon:
  - Sant'Andrea apostolo, 1645-1650, busto in terracotta;
  - San Bartolomeo apostolo, 1645-1650, busto in terracotta;
  - San Giacomo il Maggiore apostolo, 1645-1650, busto in terracotta;
  - San Giacomo il Minore apostolo, 1645-1650, busto in terracotta;
  - San Giovanni apostolo, 1645-1650, busto in terracotta;
  - Gesù, 1645-1650, busto in terracotta;
  - Giuda apostolo, 1645-1650, busto in terracotta;
  - San Matteo apostolo, 1645-1650, busto in terracotta;
  - San Filippo apostolo, 1645-1650, busto in terracotta;
  - San Pietro apostolo, 1645-1650, busto in terracotta;
  - San Simone apostolo, 1645-1650, busto in terracotta;
  - San Tommaso apostolo, 1645-1650, busto in terracotta.

### In Italia
- Frascati: quattro delle Muse della fontana del Parnaso nella residenza del cardinale Pietro Aldobrandini, sotto la direzione del Domenichino, 1619.

Opere di o attribuite a Jacques Sarazin
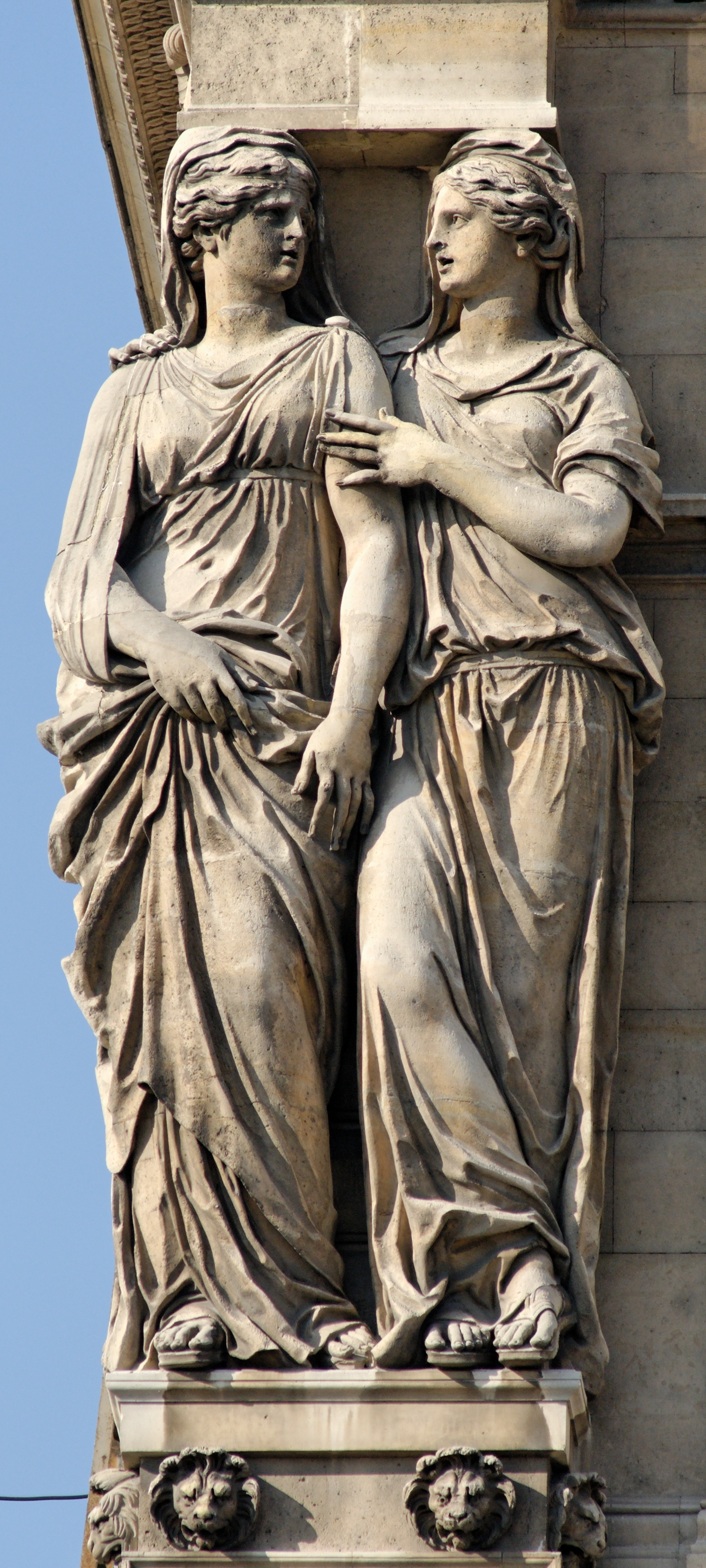
Coppia di Cariatidi, Parigi, padiglione dell'Orologio del Louvre.
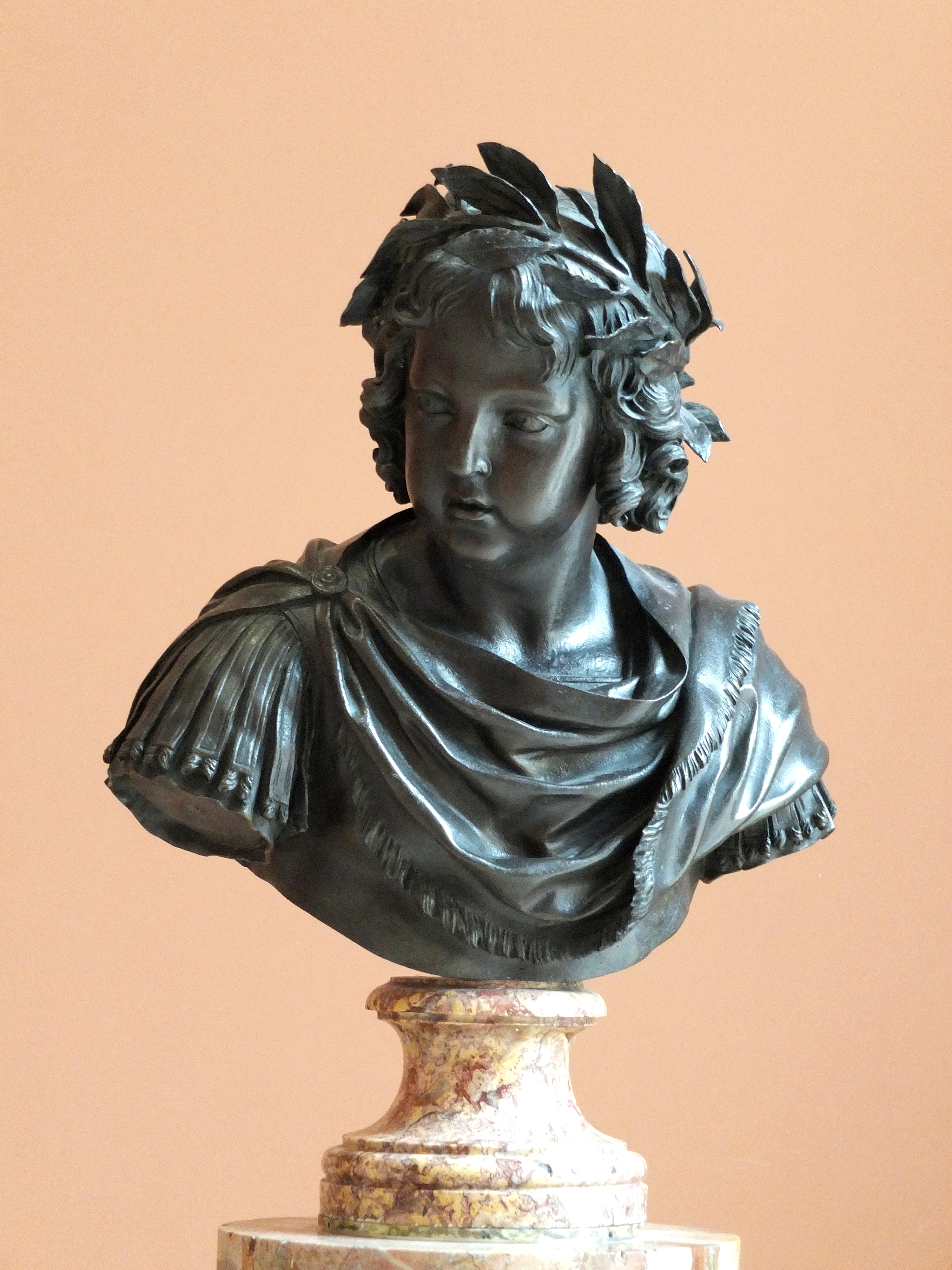
Luigi XIV all'età di cinque anni (attribuzione), Parigi, Museo del Louvre.
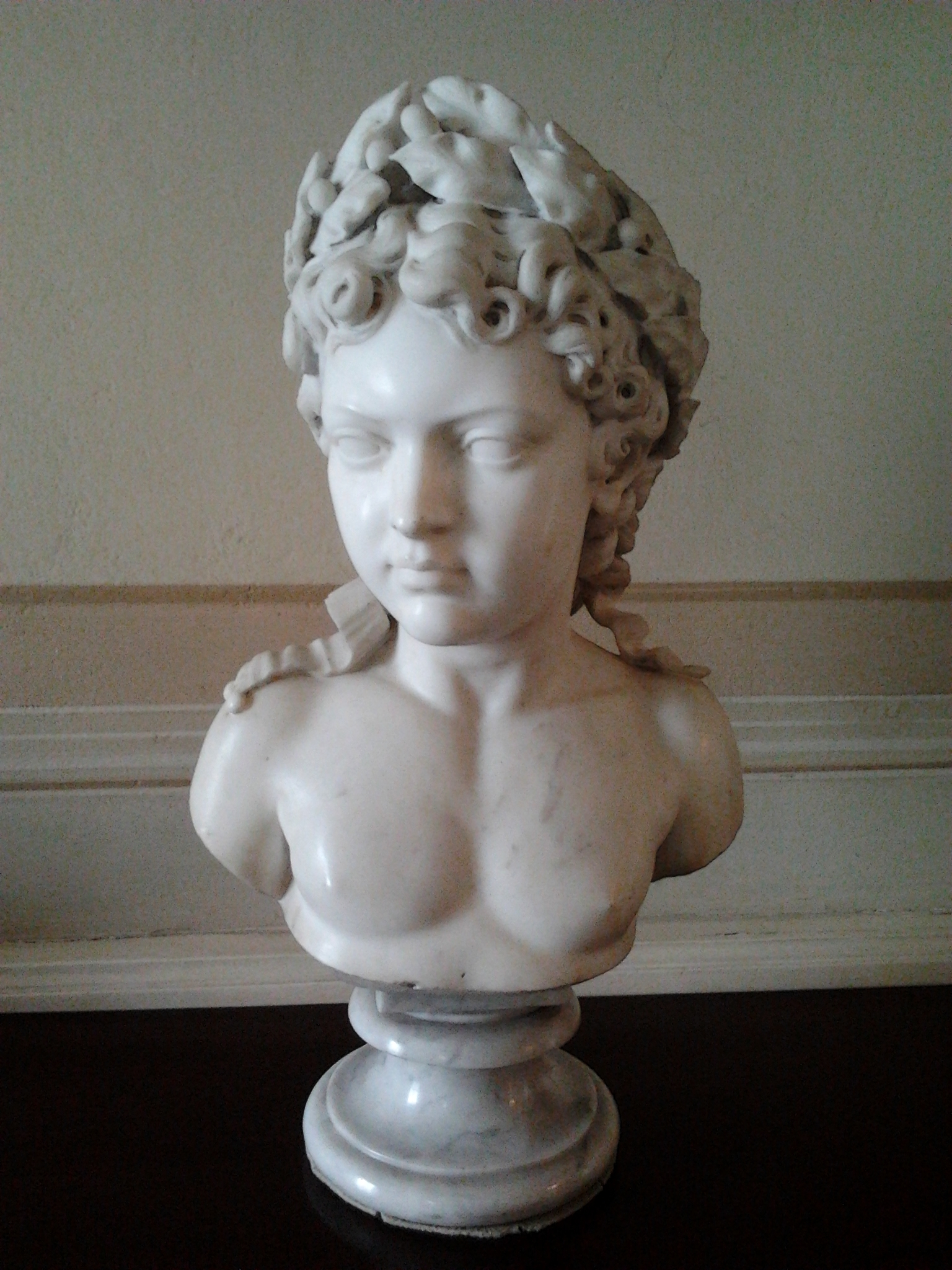
Busto di Luigi XIV all'età di 10 anni, 1648 circa, Museo Nazionale di Varsavia.
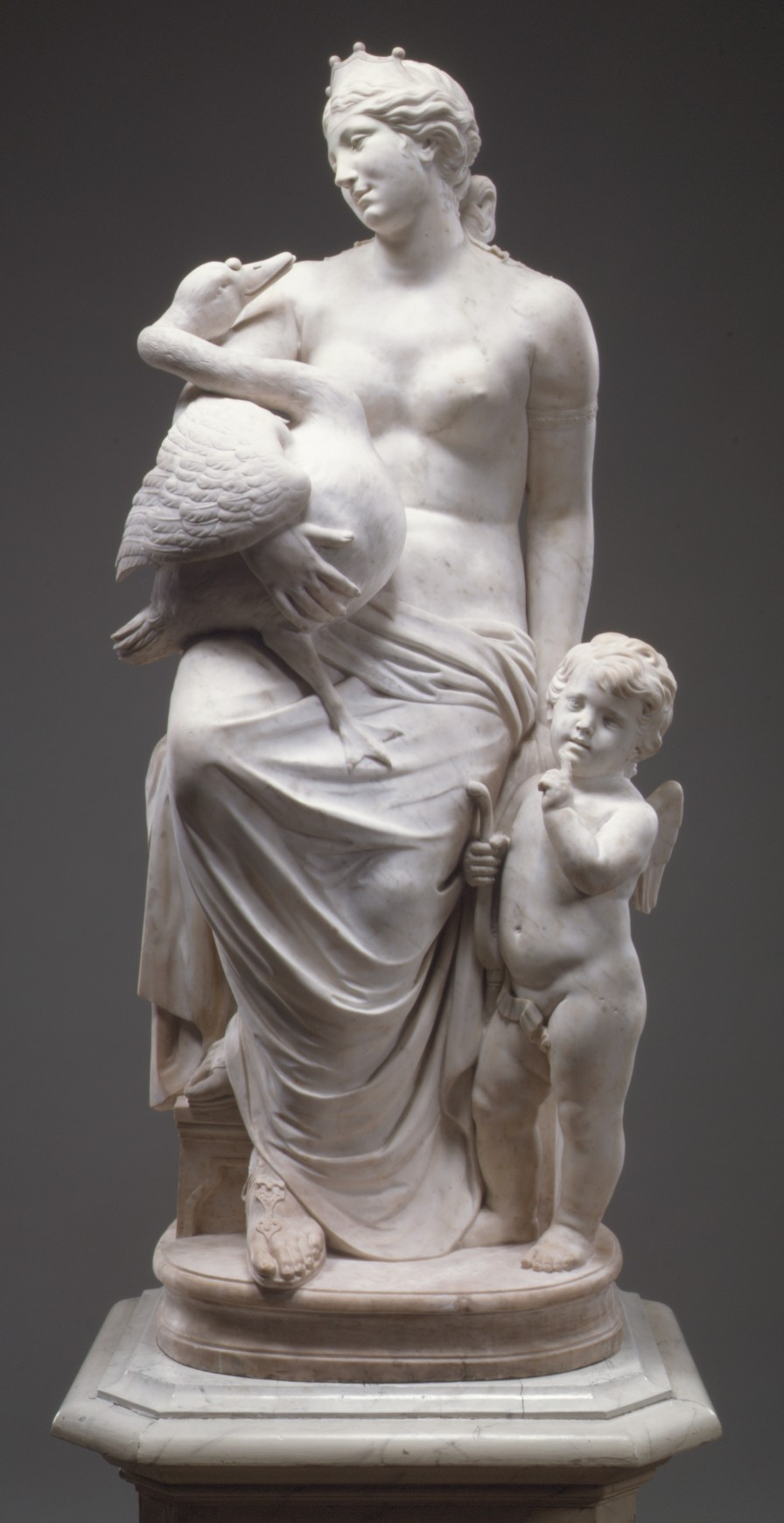
Leda e il Cigno, 1650 circa, New York, Metropolitan Museum of Art.
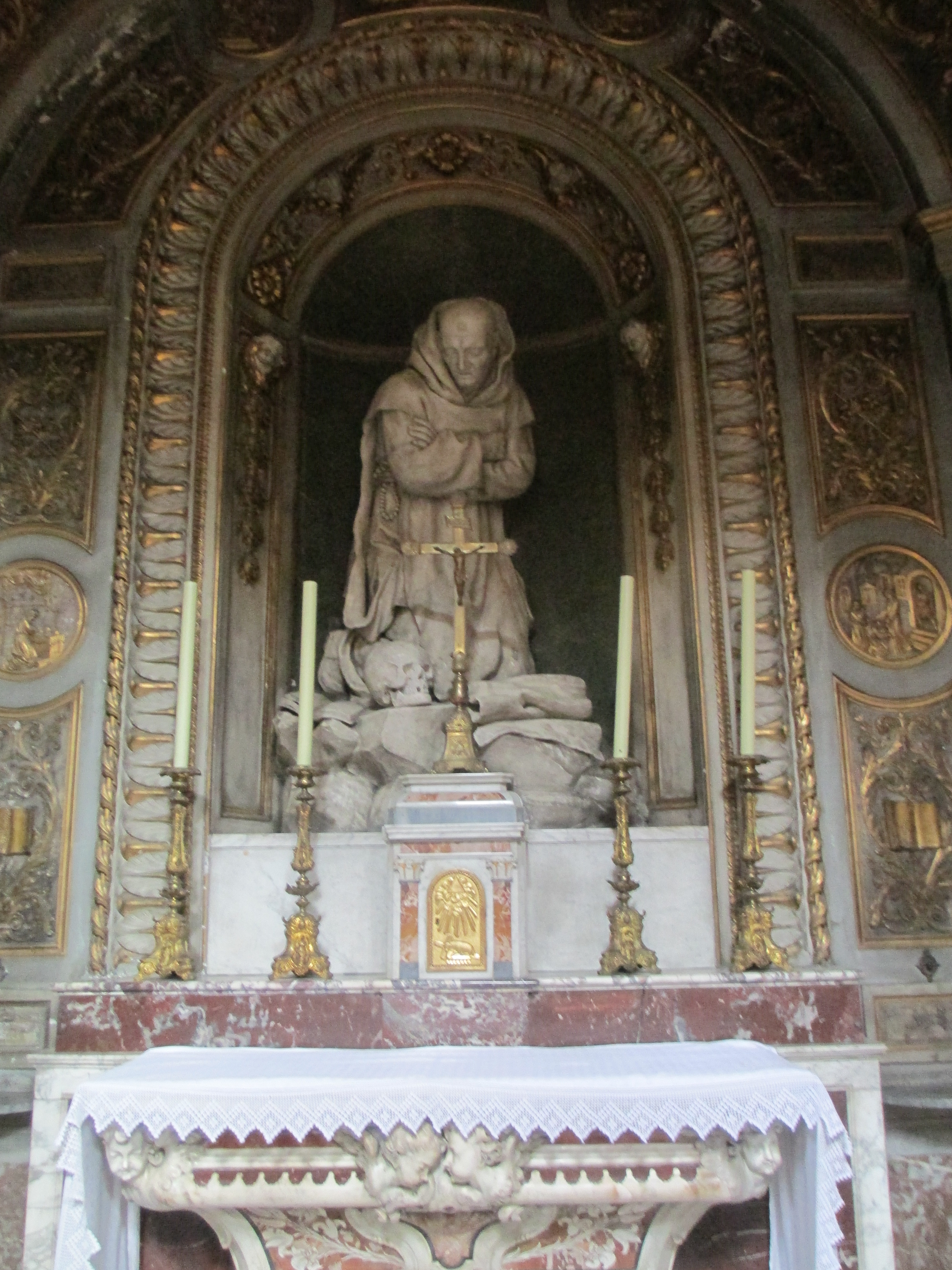
San Bruno in preghiera, Lione, chiesa di San Bruno della Certosa.
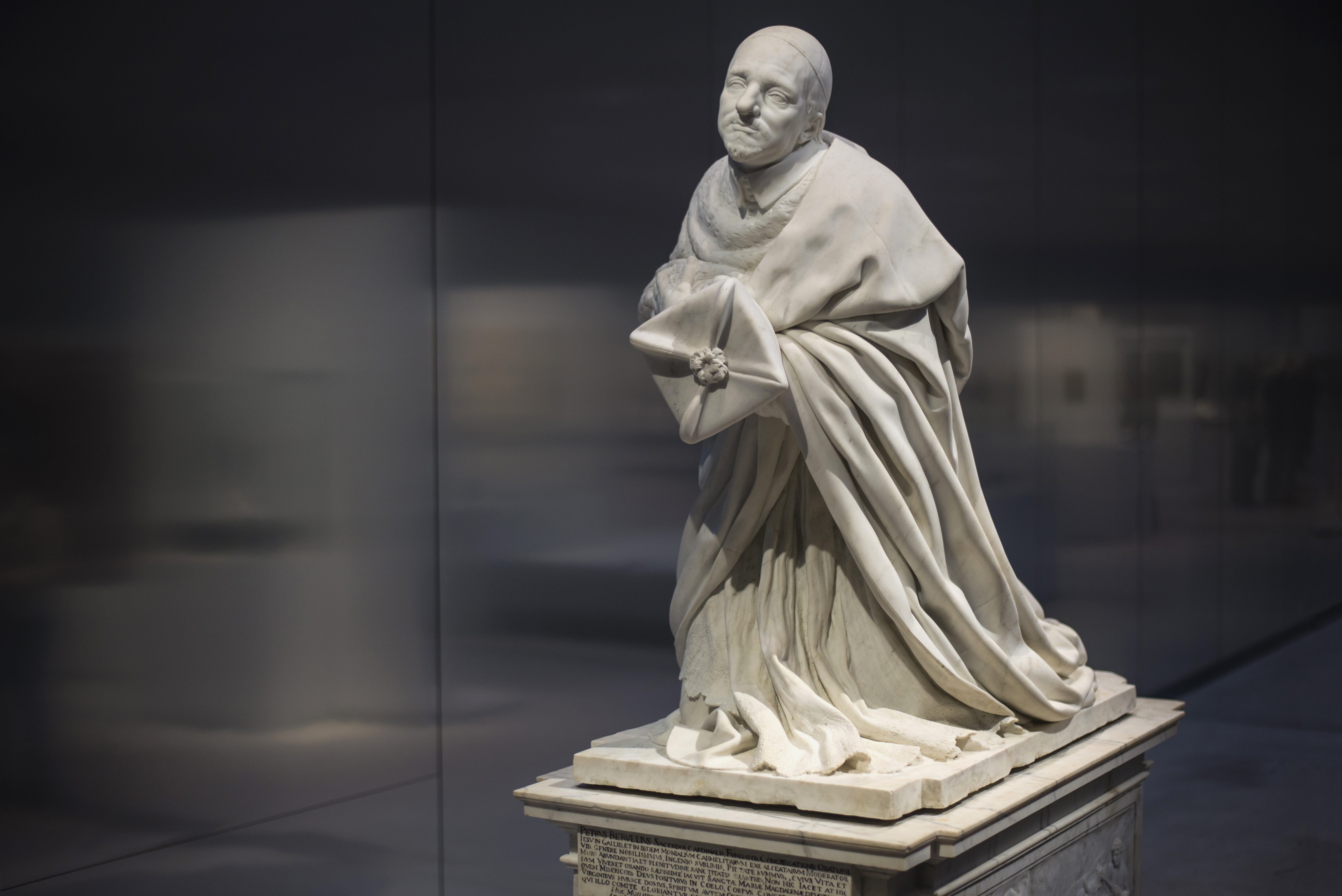
Monumento al cuore del cardinale Pierre de Bérulle, 1657, Parigi, museo del Louvre.